# Haplogonaria amarilla
Haplogonaria amarilla är en plattmaskart som beskrevs av Hooge och Eppinger 2005. Haplogonaria amarilla ingår i släktet Haplogonaria och familjen Haploposthiidae. Inga underarter finns listade i Catalogue of Life.